# Daniel Morelon
Daniel Morelon (Bourg-en-Bresse, Ain, 24 de juliol de 1944) va ser un ciclista francès que va córrer durant els anys 60 i 70 del segle xx. Es dedicà al ciclisme en pista, aconseguint nombrosos èxits esportius, entre els quals destaquen cinc medalles en els quatre Jocs Olímpics en què participà.
Especialista en la prova de velocitat individual, aconseguí quatre de les medalles en aquesta especialitat: dues d'or, als Jocs Olímpics de 1968 a Ciutat de Mèxic i als de 1972 a Múnic; una de plata als de 1976 a Mont-real; i una de bronze als de 1964 a Tòquio. El 1968 també guanyà una medalla d'or en tàndem, fent parella amb Pierre Trentin.
Passà quasi tota la seva vida esportiva corrent en categoria amateur, a excepció de la part final, quan passà al professionalisme el 1980.

## Palmarès
- 1964
  -  Campió de França amateur de velocitat
  - 1r al Gran Premi de Copenhaguen, velocitat
  -  Medalla de bronze als Jocs Olímpics de Tòquio en velocitat individual
- 1965
  - 1r al Gran Premi de París en velocitat
  - 1r al Gran Premi de Copenhaguen, velocitat
- 1966
  -  Campió del món velocitat
  -  Campió del món velocitat de tàndem, amb Pierre Trentin
  -  Campió de França de velocitat
  - 1r al Gran Premi de Copenhaguen, velocitat
- 1967
  -  Campió del món velocitat
  -  Campió de França de velocitat
  - 1r al Gran Premi de París en velocitat
- 1968
  -  Medalla d'or als Jocs Olímpics de Ciutat de Mèxic en tàndem, amb Pierre Trentin
  -  Medalla d'or als Jocs Olímpics de Ciutat de Mèxic en velocitat individual
  -  Campió de França de velocitat
  - 1r al Gran Premi de Paris, velocitat
  - 1r al Gran Premi de Copenhaguen, velocitat
- 1969
  -  Campió del món velocitat
  -  Campió de França de velocitat
  - 1r al Gran Premi de Copenhaguen, velocitat
- 1970
  -  Campió del món velocitat
  -  Campió de França de velocitat
  - 1r al Gran Premi de París en velocitat amateur
  - 1r al Gran Premi de Copenhaguen, velocitat
- 1971
  -  Campió del món velocitat
  -  Campió de França de velocitat
  - 1r al Gran Premi de París en velocitat amateur
- 1972
  -  Medalla d'or als Jocs Olímpics de Múnic en velocitat individual
  -  Campió de França de velocitat
  - 1r al Gran Premi de Copenhaguen, velocitat
- 1973
  -  Campió del món velocitat
  -  Campió de França de velocitat
  - 1r al Gran Premi de Copenhaguen, velocitat
  - 1r al Gran Premi d'Angers, velocitat
- 1974
  -  Campió de França de velocitat
  - 1r al Gran Premi d'Angers, velocitat
- 1975
  -  Campió del món velocitat
  -  Campió de França de velocitat
  - 1r al Gran Premi de Copenhaguen, velocitat
- 1976
  -  Campió de França de velocitat
  -  Medalla de plata als Jocs Olímpics de Mont-real en velocitat individual
- 1977
  -  Campió de França de velocitat
  - 1r al Gran Premi de París en velocitat
  - 1r als Sis dies de Nouméa, amb Paul Bonno
- 1980
  -  Campió de França de velocitat
  - Campió d'Europa de velocitat